# Batujajar Timur
Batujajar Timur is een bestuurslaag in het regentschap Bandung Barat van de provincie West-Java, Indonesië. Batujajar Timur telt 11.538 inwoners (volkstelling 2010).